# چیلم (مریلند)
چیلم (به انگلیسی: Chillum) شهری در ایالت مریلند کشور ایالات متحده آمریکا است که جمعیت آن در سرشماری سال ۲۰۱۰ میلادی، ۳۳٬۵۱۳ نفر بوده‌است.